# In the Night (canção)
"In the Night" é uma canção do cantor canadense The Weeknd, contida em seu segundo álbum de estúdio Beauty Behind the Madness (2015). Foi composta pelo próprio em conjunto com Savan Kotecha, Peter Svensson, Ahmad Balshe, Max Martin e Ali Payami, e produzida pelos dois últimos, sendo que o artista também encarregou-se da co-produção. A sua gravação ocorreu em 2015 nos estúdios MXM Studios em Los Angeles, Califórnia, e Wolf Cousins Studio em Estocolmo. Em 12 de novembro de 2015, a faixa foi enviada para rádios mainstream italianas pela Universal Music Group e lançada para estações do mesmo tipo cinco dias depois através das gravadoras XO e Republic, servindo como o quarto single do disco.

## Faixas e formatos
| Download digital |                |         |  |
| N.º              | Título         | Duração |  |
| 1.               | "In the Night" | 3:55    |  |

## Créditos
Todo o processo de elaboração de "In the Night" atribui os seguintes créditos:
Gravação
- Gravada em 2015 nos MXM Studios (Los Angeles, Califórnia) e no Wolf Cousins Studio (Estocolmo)
- Engenharia feita nos MXM Studios (Los Angeles, Califórnia) e no Wolf Cousins Studio (Estocolmo)
- Mixada nos MixStar Studios (Virginia Beach, Virginia)
- Masterizada nos Sterling Sound (Nova Iorque)

Publicação
- Publicada pelas seguintes empresas: Songs Music Publishing, LLC em nome da Songs of SMP (ASCAP), WB Music Corp. (ASCAP) e Sal & Co. (SOCAN)
- Todos os direitos pertencem à Sal & Co. (SOCAN), MXM — administrada pela Kobalt (ASCAP) —, Wolf Cousins (STIM) e Warner/Music Chappell Scand (STIM)

Produção
| - The Weeknd: composição, co-produção, vocalista principal, vocalista de apoio - Max Martin: composição, produção, programação adicional - Ali Payami: composição, produção, bateria, sintetizadores, chaves, baixo - Peter Svensson: composição, guitarras - Savan Kotecha: composição - Ahmad Balshe: composição - Peter Carlsson: edição vocal | - Sam Holland: gravação, engenharia - Cory Bice: assistência de engenharia - Jeremy Lertola: assistência de engenharia - Serban Ghenea: mixagem - John Hanes: engenharia de mixagem - Tom Coyne: masterização |

## Desempenho nas tabelas musicais
| Tabela musical (2015–16)                               | Melhor posição |
| ------------------------------------------------------ | -------------- |
| Argentina (Monitor Latino)                             | 10             |
| Austrália (ARIA Charts)                                | 13             |
| Bélgica (Ultratop 50 de Flandres)                      | 23             |
| Bélgica (Ultratop Urban de Flandres)                   | 21             |
| Bélgica (Ultratip da Valônia)                          | 7              |
| Canadá (Canadian Hot 100)                              | 12             |
| Dinamarca (Tracklisten)                                | 26             |
| Escócia (The Official Charts Company)                  | 97             |
| Estados Unidos (Billboard Hot 100)                     | 12             |
| Estados Unidos (Top R&B/Hip-Hop Songs)                 | 3              |
| Estados Unidos (Rhythmic Songs)                        | 1              |
| Estados Unidos (Pop Songs)                             | 3              |
| Estados Unidos (Adult Pop Songs)                       | 19             |
| Estados Unidos (Adult Contemporary)                    | 27             |
| França (Syndicat National de l'Édition Phonographique) | 127            |
| Irlanda (Irish Recorded Music Association)             | 42             |
| Itália (Federazione Industria Musicale Italiana)       | 39             |
| Líbano (The Official Lebanese Top 20)                  | 5              |
| Noruega (VG-lista)                                     | 38             |
| Nova Zelândia (NZ Top 40 Singles)                      | 22             |
| Países Baixos (MegaCharts)                             | 22             |
| Reino Unido (UK Singles Chart)                         | 48             |
| Reino Unido (UK R&B Singles Chart)                     | 8              |
| Suécia (Sverigetopplistan)                             | 40             |
| Suíça (Schweizer Hitparade)                            | 67             |

| Tabela musical (2016)              | Posição |
| ---------------------------------- | ------- |
| Argentina (Monitor Latino)         | 48      |
| Canadá (Canadian Hot 100)          | 67      |
| Estados Unidos (Billboard Hot 100) | 61      |
| Estados Unidos (Rhythmic Songs)    | 19      |
| Estados Unidos (Pop Songs)         | 23      |

| País (Empresa)             | Certificação |
| -------------------------- | ------------ |
| Austrália (ARIA)           | Platina      |
| Canadá (Music Canada)      | 2× Platina   |
| Dinamarca (IFPI Dinamarca) | Ouro         |
| Estados Unidos (RIAA)      | 2× Platina   |
| México (AMPROFON)          | Ouro         |
| Nova Zelândia (RMNZ)       | Ouro         |
| Reino Unido (BPI)          | Prata        |
| Suécia (GLF)               | Ouro         |

## Histórico de lançamento
| País           | Data                   | Formato           | Gravadora(s) |
| -------------- | ---------------------- | ----------------- | ------------ |
| Itália         | 12 de novembro de 2015 | Rádios mainstream | Universal    |
| Estados Unidos | 17 de novembro de 2015 | Rádios mainstream | XO, Republic |
| Reino Unido    | 20 de novembro de 2015 | Rádios rhythmic   | XO, Republic |